# La Guerre privée du major Benson
Pour plus de détails, voir Fiche technique et Distribution.
La Guerre privée du major Benson (The Private War of Major Benson) est un film américain réalisé par Jerry Hopper, sorti en 1955.

## Synopsis
Le major Benson mène ses troupes à la dure, répétant à l'envi que les soldats sont des faibles et qu'il faut les façonner de force. Lorsque ses paroles sont reprises dans Newsweek, le général Ramsey lui indique qu'il se doit de le punir pour avoir ainsi publiquement calomnié l'armée. Barney se retrouve alors obligé de prendre la direction de l'académie militaire de Sheraton, à Santa Barbara (Californie). Arrivé sur place, Barney découvre qu'il s'agit d'une institution catholique et que les élèves ont entre 6 et 14 ans.

## Fiche technique
- Titre original : The Private War of Major Benson
- Titre français : La Guerre privée du major Benson
- Réalisation : Jerry Hopper
- Scénario : William Roberts et Richard Alan Simmons, d'après une histoire originale de Joe Connelly et Bob Mosher
- Direction artistique : Alexander Golitzen et Robert Boyle
- Décors : Russell A. Gausman et Ruby R. Levitt
- Costumes : Rosemary Odell
- Photographie : Harold Lipstein
- Son : Leslie I. Carey et Glenn E. Anderson
- Montage : Ted J. Kent
- Musique : William Lava, Henry Mancini, Stanley Wilson
- Production : Howard Pine
- Société de production : Universal International Pictures
- Société de distribution : Universal Pictures
- Pays d'origine :  États-Unis
- Langue originale : anglais
- Format : couleur (Technicolor) — 35 mm — 2,10:1 — son Mono
- Genre : Comédie
- Durée : 105 minutes
- Dates de sortie : 
  - États-Unis : 2 août 1955
  - France : 30 septembre 1955

## Distribution
- Charlton Heston (VF : Michel Gudin) : major Bernard R. Barney Benson
- Julie Adams  (VF : Thérèse Rigaut) : Kay Lambert
- William Demarest  (VF : René Blancard) : John
- Tim Hovey : cadet Thomas « Tiger » Flaherty
- Nana Bryant (VF : Hélène Tossy)  : mère Redempta
- Tim Considine : cadet Gerald Hibler
- Sal Mineo (VF : Georges Poujouly) : cadet Sylvester Dusik
- Milburn Stone : major général Wilton Jim Ramsey
- Mary Field : sœur Mary Theresa
- Joey D. Vieira : cadet Schwalski
- Gary Pagett : cadet Molony
- Mickey Little : cadet Hanratty
- Don Haggerty (VF : Jean Berton) : M. Hibler
- David Janssen : le jeune lieutenant
- Richard H. Cutting (VF : Gérard Férat) : monseigneur Collins
- Russell Gaige (VF : Jean-Henri Chambois) : colonel Marvin
- Mary Alan Hokanson : sœur Mary Thomasina
- Butch Jones : cadet Petri
- Yvonne Peattie (VF : Joëlle Janin) : Mme Hibler
- Robert Nelson (VF : Maurice Dorléac) : capitaine Duffield
- Voltaire Perkins (VF : Lucien Bryonne) : colonel Holt
- Marc Hamilton (VF : Bernard Noël) : le caissier de la station de bus

## Nominations
- Oscars du cinéma 1956 : Oscar de la meilleure histoire originale pour Joe Connelly et Bob Mosher

## Production
- Un article du New York Times de mai 1955[1] indique que Cary Grant était intéressé par le rôle du major Benson, mais que l'accord ne se fit pas, et c'est alors que Charlton Heston exprima lui aussi son intérêt.